# فرانسیسکا کرووتو
فرانسیسکا کرووتو (اسپانیایی: Francisca Crovetto‎؛ زادهٔ ۲۷ آوریل ۱۹۹۰) تیرانداز زن اهل شیلی است.
وی در مسابقات کشوری و بین‌المللی در مجموع برندهٔ ۵ مدال طلا، ۴ مدال نقره، ۲ مدال برنز شده است.